# Johannes Emil Kuntze

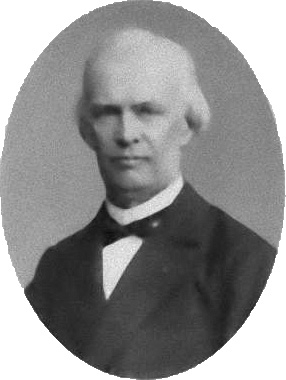
Johannes Emil Kuntze

Johannes Emil Kuntze (* 25. November 1824 in Grimma; †  11. Februar 1894 in Leipzig) war ein deutscher Jurist und Hochschullehrer.

## Leben
Er war ein Sohn des Lehrers Johannes Gottlieb Kuntze und dessen Ehefrau Emilie geb. Fechner in Grimma. Der Politiker Oskar Theodor Kuntze war ein jüngerer Bruder von ihm. Seit 1834 wurde Kuntze von seinem Onkel Gustav Theodor Fechner erzogen. Von 1843 bis 1847 studierte Kuntze Jura in Leipzig. In der Zeit von 1847 bis 1851 betätigte er sich als Notar in Paris.
Am 23. Oktober 1851 wurde Kuntze mit der Schrift „In obligationibus bilaterlibus ad utrum contrahentium obligationis periculum pertineat?“ promoviert; noch im selben Jahr habilitierte er sich in Leipzig mit der Arbeit „In systemate juris civilis hodierni doctrina de jure tutelae num juri obligationum adscribenda sit?“ und wurde 1856 außerordentlicher, 1869 ordentlicher Professor der Rechte. Der Jurist war Mitbegründer der Inneren Mission Leipzig.

## Veröffentlichungen (Auswahl)
- Der Wendepunkt der Rechtswissenschaft, ein Beitrag zur Orientierung über den gegenwärtigen Stand und Zielpunkt derselben. Leipzig 1856.
- Die Obligation und die Singularsuccession des römischen und heutigen Rechts. Leipzig 1856.
- Der Wendepunkt der Rechtswissenschaft. Leipzig 1856.
- Die Lehre von den Inhaberpapieren. Leipzig 1857 (Digitalisat).
- Das Jus respondendi in unsrer Zeit. Leipzig 1858.
- Deutsches Wechselrecht. Leipzig 1862.
- Über die Todesstrafe. Leipzig 1868.
- Institutionen und Geschichte des römischen Rechts. 2 Bände, Leipzig 1869 (Digitalisate: Band 1, Band 2); 2. Auflage 1879–1880.
- Cursus des römischen Rechts. Berlin 1879.
- Die Obligationen im römischen und heutigen Recht und das Jus extraordinarium der römischen Kaiserzeit. Leipzig 1886.
- Zur Besitzlehre. Für und wider R. v. Ihering. Leipzig 1890.
- Prolegomena zur Geschichte Roms. Leipzig 1882 (Digitalisat).
- Römische Bilder aus alter und neuer Zeit. Leipzig 1883.
- Gustav Theodor Fechner. Ein deutsches Gelehrtenleben. Leipzig 1892.